# Giuseppe Vendittelli
Giuseppe Vendittelli (San Vittore del Lazio, 15 marzo 1942) è un tenore italiano.

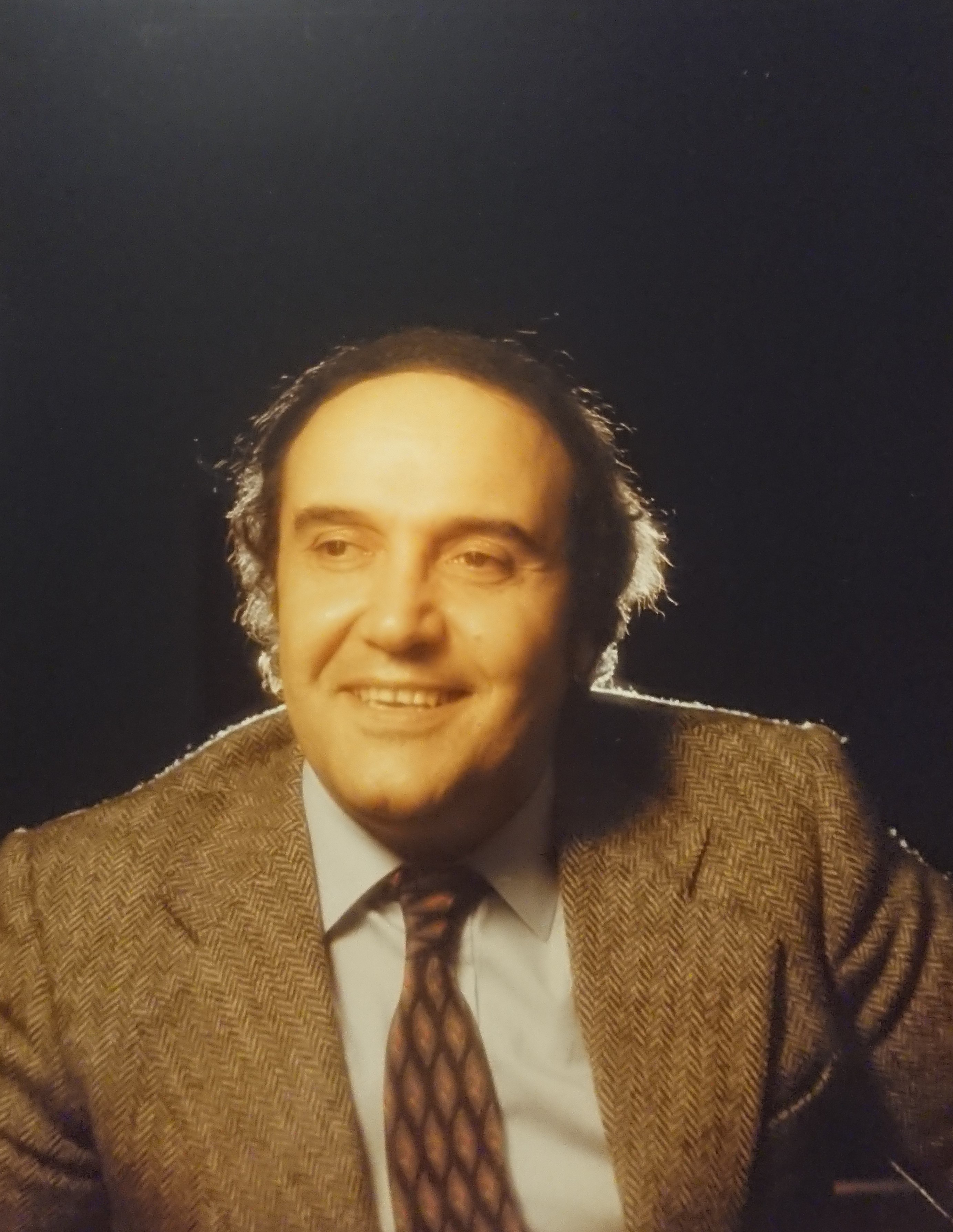
Giuseppe Vendittelli

Inizia gli studi di canto con il tenore italiano Attilio Dell'Orso. Nel 1965 entra al conservatorio di musica di Montréal studiando per 6 anni tutte le materie e il repertorio operistico con i maestri Riccardo Marzollo e Antonio Narducci. Quando questi stessi maestri gli suggeriscono di tornare in Italia per poter vivere l'ambiente del teatro lirico, si trasferisce a Milano.
Nel 1972, dopo che il maestro Ettore Campogalliani assiste ad una sua esibizione, si iscrive al Conservatorio Giuseppe Verdi di Milano. Prosegue lo studio di repertorio con il maestro Renato Pastorino e con lui si impadronisce degli spartiti delle opere più adatte alle sue qualità vocali, opere che eseguirà in tutti i maggiori teatri lirici, tra i quali: Opera di Roma, Genova, Palermo, Bologna, Venezia, Torino, Teatro alla Scala, Deutsche Oper Berlin, Liceu di Barcellona, Marsiglia, Madrid, Orange, Avignone, Nizza, Tolone, Caracas, Città del Messico, Cile, Brasile, Stati Uniti, Canada.
Scoperto da Gianandrea Gavazzeni nel 1978, questi dopo un'audizione gli affida il ruolo di Ugo d'Este della Parisina di Pietro Mascagni per l'inaugurazione della stagione 1978/1979 del Teatro dell'Opera di Roma, cui seguirà La donna serpente di Alfredo Casella al Teatro Massimo di Palermo nel 1982 e Il tabarro di Giacomo Puccini al Teatro alla Scala di Milano, 1983/1984.
Con decreto del 27 dicembre 2014, il Presidente della Repubblica ha conferito l'Onorificenza di Commendatore dell'Ordine "Al Merito della Repubblica Italiana" al Maestro Giuseppe Vendittelli.

## Repertorio
Ha sempre interpretato ruoli del repertorio di tenore lirico-spinto drammatico quali: 
Aida, La forza del destino, Otello, La Gioconda, Cavalleria rusticana, Pagliacci, Il piccolo Marat, Parisina d'Este, La fanciulla del West, Tosca, Manon Lescaut, Il tabarro, Andrea Chénier, Nabucco, Il trovatore, Attila, Sansone e Dalila, Norma.

## Incisioni
- Pietro Mascagni, Parisina, Dir. Gianandrea Gavazzeni, Roma, teatro dell'Opera, 1978, 2 CD Bongiovanni 2009; GB 2440/41-2
- Voci liriche dal mondo, (Giuseppe Verdi - Otello "Dio, mi potevi scagliar..."), Dir. Armando La Rosa Parodi, RAI 1974
- Il mito dell'opera Giuseppe Vendittelli GB1217/8-2 32 brani Bongiovanni 2 CD settembre 2010
- Il mito dell'opera Giuseppe Vendittelli GB 1231-2 Volume II.Registrazione dal vivo 1976 /1990 (La Gioconda, Andrea Chénier, Otello, Turandot, La Fanciulla del West, La Forza del Destino, Pagliacci, Il Trovatore) Edizione Bongiovanni. Bologna 2013